# El Castell de Guadalest
El Castell de Guadalest (spanisch Guadalest) ist ein kleiner Ort in der Provinz Alicante in Spanien, im Verwaltungsgebiet der Marina Baixa.

## Geografie
Der Ort liegt etwa 15 Kilometer (Luftlinie) nördlich von Benidorm und ist einerseits von der Landstraße CV 70, aber auch von der CV 755, die beide Benidorm und Altea mit Alcoi verbinden, zu erreichen. El Castell de Guadalest liegt auf einer Anhöhe über dem Tal des Rio Guadalest, der hier zu einem See gestaut ist. Die Ortslage wird umrahmt von den Anhöhen und Bergen Sierra d' Aixorta (1125 m ü. NN) und Sierra de Serella (1361 m ü. NN) im Norden und der Sierra de Aitana (1557 m ü. NN) im Süden.

## Flora
In der Umgebung des Ortes wachsen Pinien; Zitruspflanzen, Oliven, Japanische Wollmispeln, Johannisbrotbäume und Mandeln werden im Terrassenanbau kultiviert.

## Geschichte
Die Dorfanlage erfolgte durch die Mauren unter Tāriq ibn Ziyād und Al-Azraq, der als Herrscher über das Gebiet mit einem weitläufigen Bewässerungssystem die Landwirtschaft unterstützte und seine Besiedlung förderte. Nach der Eroberung durch Jaime I. in der Mitte des 13. Jahrhunderts trat dieser seine Rechte an Vidal de Sarrià ab. König Carlos I. schuf in der Mitte des 16. Jahrhunderts die Grafschaft Guadalest mit den nahe gelegenen Dörfern Benimantell, Beniardà und Benifato und übertrug die Verantwortung über die Grafschaft an das Haus Folch de Cardona. Eine weitere Familie, die Orduñas, übte bis zum Beginn des 20. Jahrhunderts einen bedeutenden Einfluss auf Guadalest und die Region aus und stellte oftmals den Bürgermeister und bekleidete bedeutende Ämter in der Grafschaftsregierung. Die Mitglieder der Familie nutzten hierzu unter anderem ihre Beziehungen zum spanischen Königshaus. Diese Familie hatte ihren Ursprung im gleichnamigen galicischen Ort und kam mit dem Infanten Fortuna de Navarra nach Valencia. Sie trat im 16. Jahrhundert in die Dienste der Familie der Admirale Cardona, dessen Mitglied Sancho de Cardona 1542 zum Markgrafen von Guadalest ernannt wurde. Anfang des 17. Jahrhunderts (ab 1609) erreichten die Konflikte zwischen den Mauren und Christen mit der Vertreibung der Mauren unter König Felipe III. ihren Höhepunkt, was die Verwahrlosung vieler Dörfer durch den Wegzug ihrer Bewohner zur Folge hatte. Durch Erdbeben in den Jahren 1644 und 1748 (Terremoto de Montesa – Erdbeben von Montesa) erlitten das Dorf El Castell de Guadalest und seine Umgebung schwere Schäden. Im Verlauf des Spanischen Erbfolgekriegs wurde die Befestigung der Burg gesprengt. 1756 wurde Don Pedro Antonio Buenaventura de Ordufia y Garcia in den Adelsstand erhoben, indem er dem Militärorden von Santiago beitrat.

## Ort
Der Ort hat 258 Einwohner (1. Januar 2022) und gilt als Anziehungspunkt für Touristen. Die 1974 zum kunsthistorischen Denkmal erklärte Ortschaft teilt sich in ein Burgviertel und das Viertel von El Arrabal, das entstand, als das alte Dorf die wachsende Einwohnerzahl nicht mehr verkraften konnte. Es gibt viele kleine Geschäfte mit kunsthandwerklichen Produkten und zahlreiche Museen.

## Sehenswertes
Altstadt
Sie wird von El Arrabal aus durch einen Tunnel erreicht, der in den Felsen gehauen wurde. Auf dem Weg hierhin ist rechts auf der Felsenspitze der Glockenturm zu sehen, umgeben von La Alcozaiba, den Resten der ehemaligen Befestigung zur Verteidigung der Stadt. Einer der Torflügel des Tunnels ist noch erhalten. Im Durchgang gibt es einen Zugang zu weiteren höher gelegenen Räumen und zu einem kleinen gemauerten Balkon. Neben dem Torbogen ist das steinerne Wappen des Ortes angebracht.
Burg San Jose
Die Burg, die ihren mittelalterlichen Charakter hoch auf dem Burgfelsen erhalten hat und von den Resten der alten Burgmauer umgeben ist, wurde von Jaime I. erobert und unter Pedro IV. verstärkt. Nach den Zerstörungen durch den Erbfolgekrieg (1701–1714) blieben nur noch die Zisterne und der Turm (Torre de homenaje) sowie Reste der Burgmauer erhalten. Der Zutritt erfolgt über das Stadthaus.
Stadthaus der Orduñas
Das vierstöckige Stadthaus mit einem Weinkeller liegt unmittelbar gegenüber der altstadtseitigen Tunnelöffnung. Es beherbergt das Stadtmuseum mit Gütern und einem Dokumentenschatz der Familie Orduñas. Der „Bogensaal“ beinhaltet die Gemälde, die beim alljährlich stattfindenden Malwettbewerb mit dem Thema El Castell de Guadalest entstehen. Im Mariensaal befindet sich das Gemälde Transito o Dormicion de la Virgen des spanischen Malers Meister von Alcira aus den Jahren zwischen 1527 und 1550. Der Speisesaal birgt zwei wertvolle Keramiksammlungen mit Teilen aus Valencia (16. Jahrhundert), zwei Vasen vom Ende des 19. Jahrhunderts sowie französische, deutsche und valencianische Keramik aus dem 18. und 19. Jahrhundert. Im darüber befindlichen „Adelsgeschoss“ werden im Kartensaal drei Landkarten gezeigt, die 1706 in Paris gedruckt wurden. Die „Adelsräume“ beinhalten die für die damalige Zeit typischen Einrichtungs- und Schmuckgegenstände, Wandgemälde, Fotografien, kostbare Möbel mit Intarsien, eine Feuerwaffensammlung und die Familienbibliothek mit 1565 Bänden, davon allein 589 aus den Jahren von 1500 bis 1800. Die Bibliothek weist im Wesentlichen drei Sammlungsepochen auf: In der ersten Phase, im letzten Drittel des 18. Jahrhunderts, sammelte der Rechtsanwalt Don Francisco de Paula Ordufia vorwiegend Bücher mit juristischen Themen und solche, die die politischen Beziehungen zwischen Spanien und dem übrigen Europa in der Zeit von der Einberufung der Generalstände durch Ludwig XVI. (1788) bis zum Aufstand von Riego (1820) behandelten. Die zweite Sammlungsphase beinhaltet Bücher aus der Auflösung des nahegelegenen Kapuzinerklosters von Callosa d’En Sarriá mit religiösen, philosophischen und klassischen lateinischen Inhalten. In der dritten Phase von 1850 bis 1890 erweiterte man die Sammlung um juristische Literatur, Verordnungen, Gesetze usw. In einem der Bibliothek benachbarten Raum hängt ein Gemälde über die Schlacht bei Almansa, an der Don Juan de Ordufia y Andres auf Seite der Bourbonen teilgenommen hatte. Hinter dem Haus befindet sich in einem kleinen Garten ein Wasserbecken. Durch das Haus erlangt man Zutritt zur Burg, zur benachbarten Gemeindekirche und zum Glockenturm La Alcozaiba. Das Gebäude wurde nach dem Erdbeben von 1644 errichtet. 1708 wurde es während des Erbfolgekriegs geplündert und in Brand gesetzt. Das Haus stützt sich auf seiner nordöstlichen Seite auf einen Felsen, über den es noch herausragt, im Südwesten steht es teilweise auf Räumen der benachbarten Kirche.
Gemeindekirche Mariä Himmelfahrt (La Asunción de la Virgen)
Die Kirche hat einen Zugang vom Stadthaus der Orduñas, aber auch von der Dorfstraße Calle La Iglesia. Eine in Stein gehauene Inschrift neben dem gotischen Eingangstor weist auf das Fertigstellungsjahr 1753 hin. Sie wurde von 1734 bis 1753 auf den Grundmauern einer Kirche aus dem 13. Jahrhundert erbaut und 1962 umgestaltet. Dabei wurde sie verkürzt, Kreuzbogen und Kuppel wurden entfernt. Sie hat einen rechteckigen Grundriss und drei kleine Seitenkapellen.
Rathaus
Das städtische Rathaus steht auf der Plaza San Gregorio. Das Gebäude wurde auf einem Regenwassersammelbecken errichtet, das den Ablauf aus den Hausdächern aufnahm. Der ehemalige Kerkerraum aus dem 12. Jahrhundert wurde als erstes gebaut. Die Dienstzimmer befinden sich im ersten Stock. In den 1960er Jahren begann hier der örtliche Tourismus mit der Eröffnung des ersten Geschäftes für Touristen.
Ethnologisches Museum
Das Museum ist in der Rekonstruktion eines Hauses des 18. Jahrhunderts. Hier werden Werkzeug und Haushaltsgegenstände und für die damalige Epoche typisches Ackerbaugerät gezeigt. Es befindet sich gegenüber der Kirche. Hier ist zudem eine Waffensammlung untergebracht.
Miniaturmuseen
Zwei Miniaturmuseen sind zu besichtigen, eines in El Arrabal und ein weiteres in der Nähe der Kirche. Der Besucher findet hier originelle Ausstellungen von maßstabsgetreuen Nachbildungen, so z. B. eine winzige Bibel, Eiffelturm in einem Nadelöhr, Picassos Guernica auf einem Samenkorn, alles Objekte, die das ungeübte Auge nur mit einer starken Lupe erkennen und betrachten kann.
Museum Antonio Marco in El Arrabal
Das Museum zeigt Krippen und ein Modell der Stadt Betlehem sowie viele weitere Häusermodelle
Weitere Museen
- Spielzeugmuseum in El Arrabal
- Geschichts- und Foltermuseum in El Arrabal
- Historisches Automobil- und Motorradmuseum Vall de Guadalest (6 km unterhalb des Ortes in Richtung Altea)
- Ribera Girona Museum: Zeitgenössische Kunst mit besonderem Schwerpunkt auf Ribera Girona in El Arrabal, Calle de la Peña

Der Stausee mit Schiffsrundfahrten
Der Stausee Presa de Guadalest wurde 1963 in Betrieb genommen. Er nimmt das Wasser des Guadalest-Baches auf, der die umliegenden Gebirgszüge entwässert. Er fasst 13 Mio. Kubikmeter Wasser. Der Damm hat eine Höhe von 77,17 m über dem Fundament, die befahrbare Dammkrone ist 285,15 m lang. Das regulierbare (anzuhebende) Wehr kann bis zu 407,82 Kubikmeter/s durchlassen, während die Entwässerungsrohre 2× 3,25 Kubikmeter/s fassen. Der Einzugsbereich beträgt 65 km². In der Nähe des Damms ist die Anlegestelle eines Ausflugsbootes.

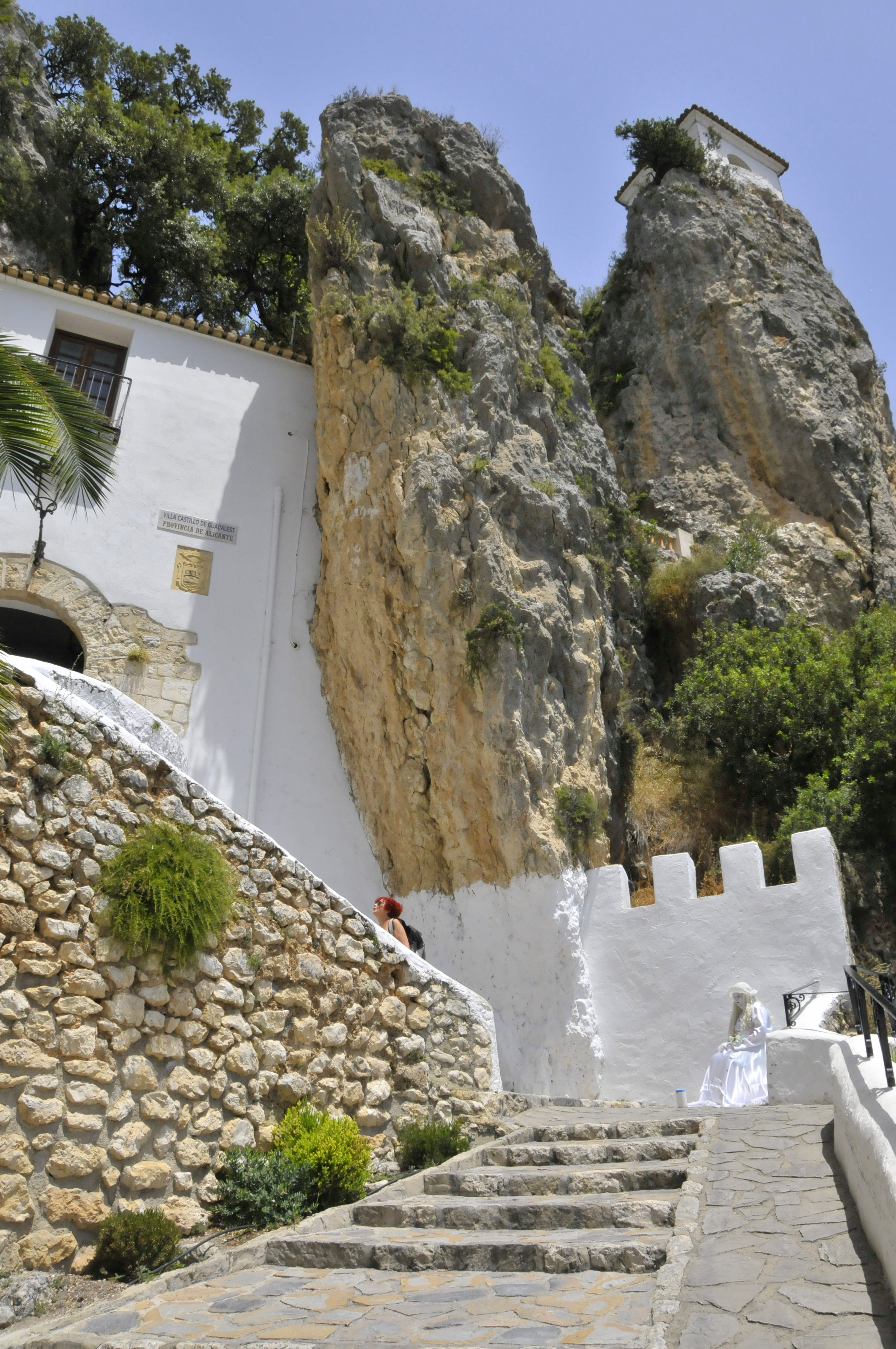
Weg zum Tunneleingang (links oben), rechts in weiß eine Bettlerin
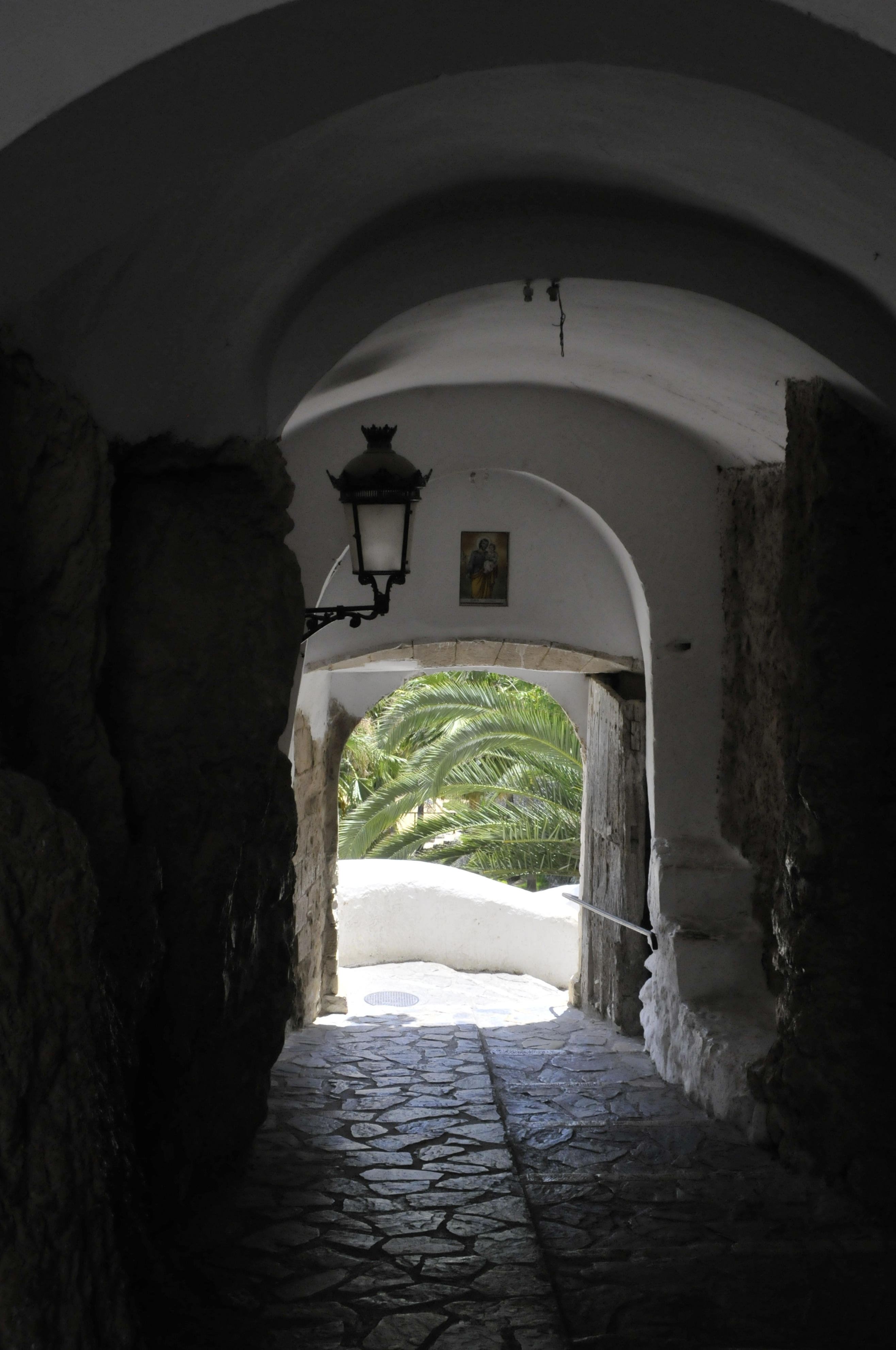
Tunnel zwischen El Arrabal und dem alten Dorf, Blick in Richtung El Arrabal
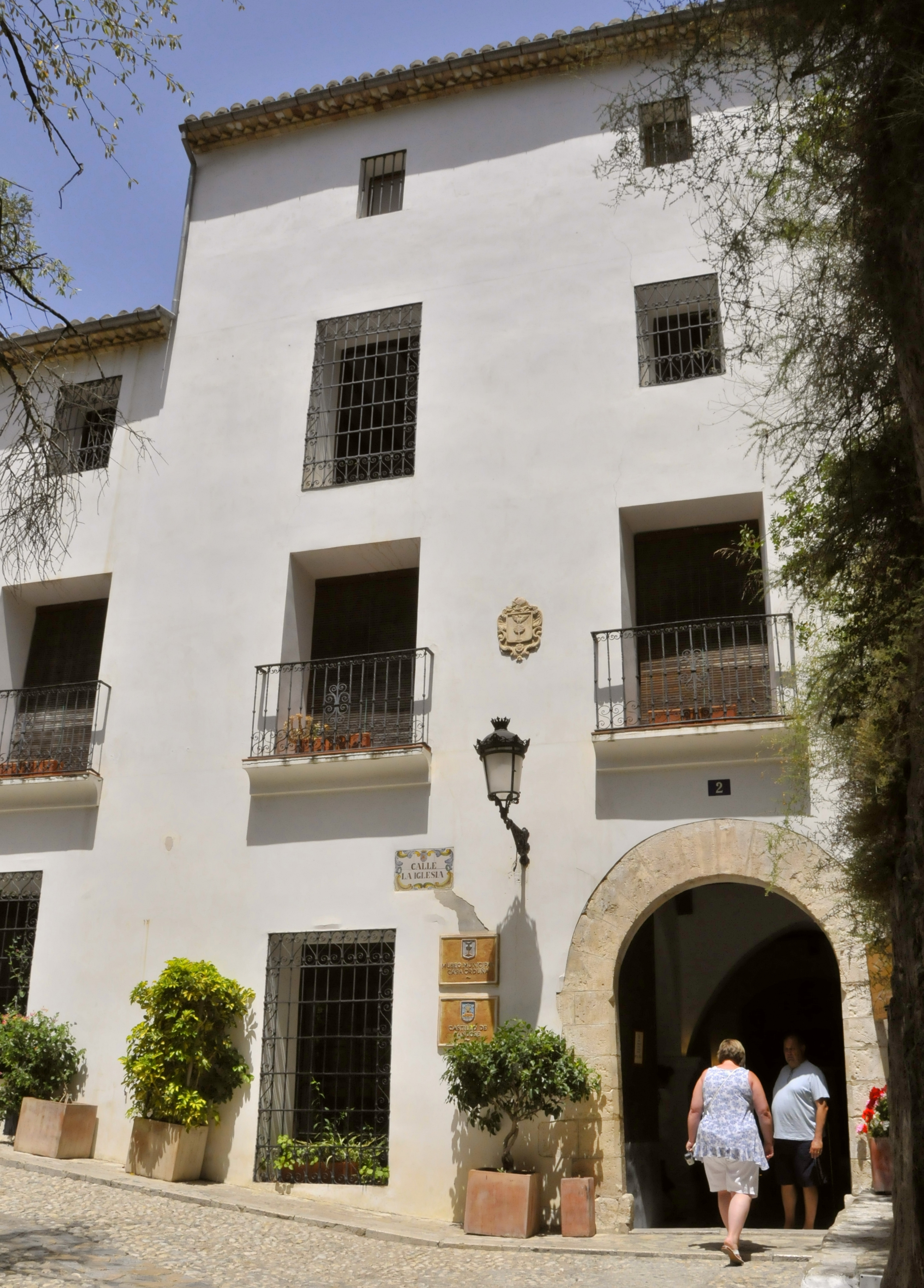
Stadthaus mit Orduña-Wappen
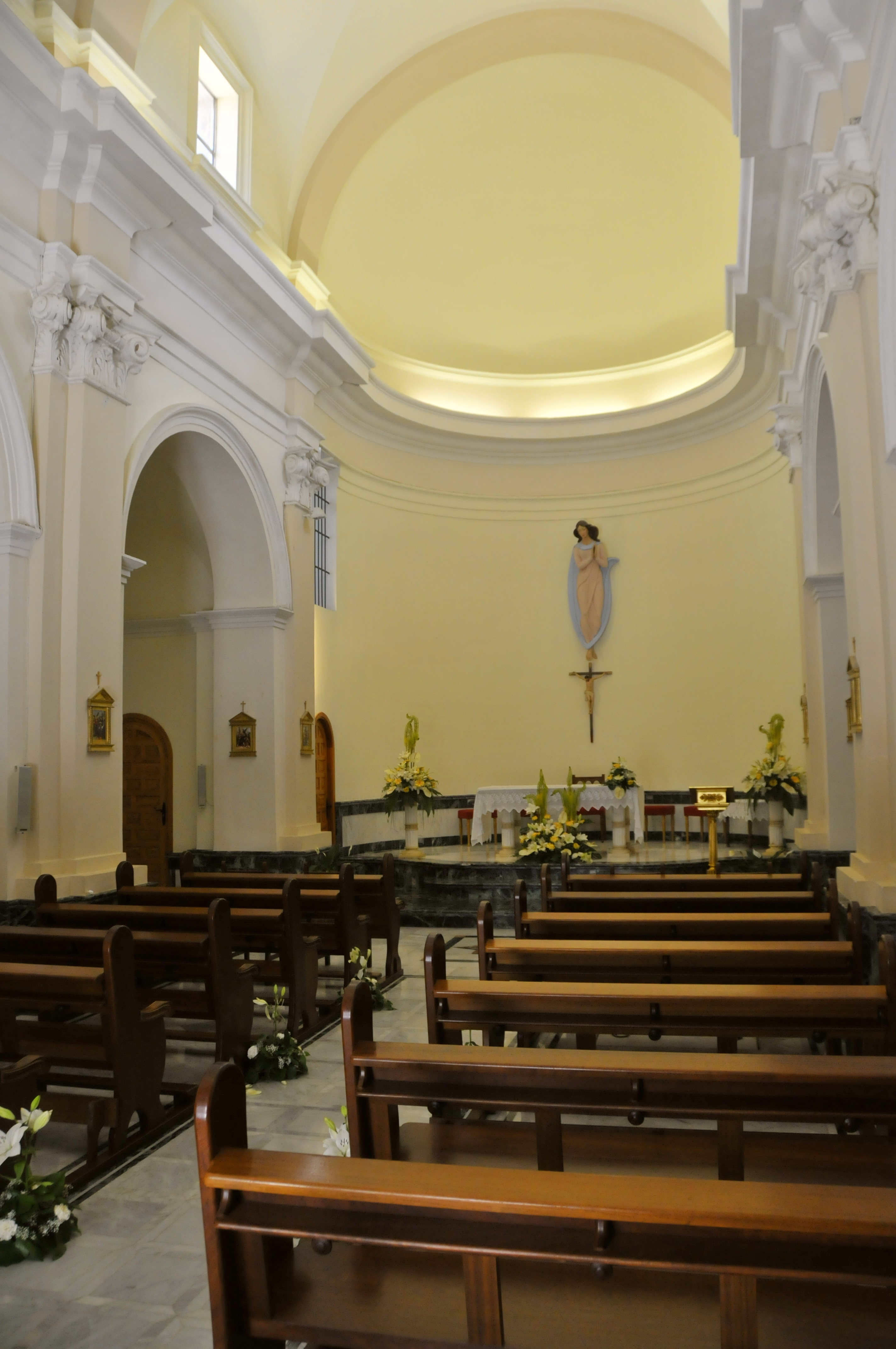
Gemeindekirche
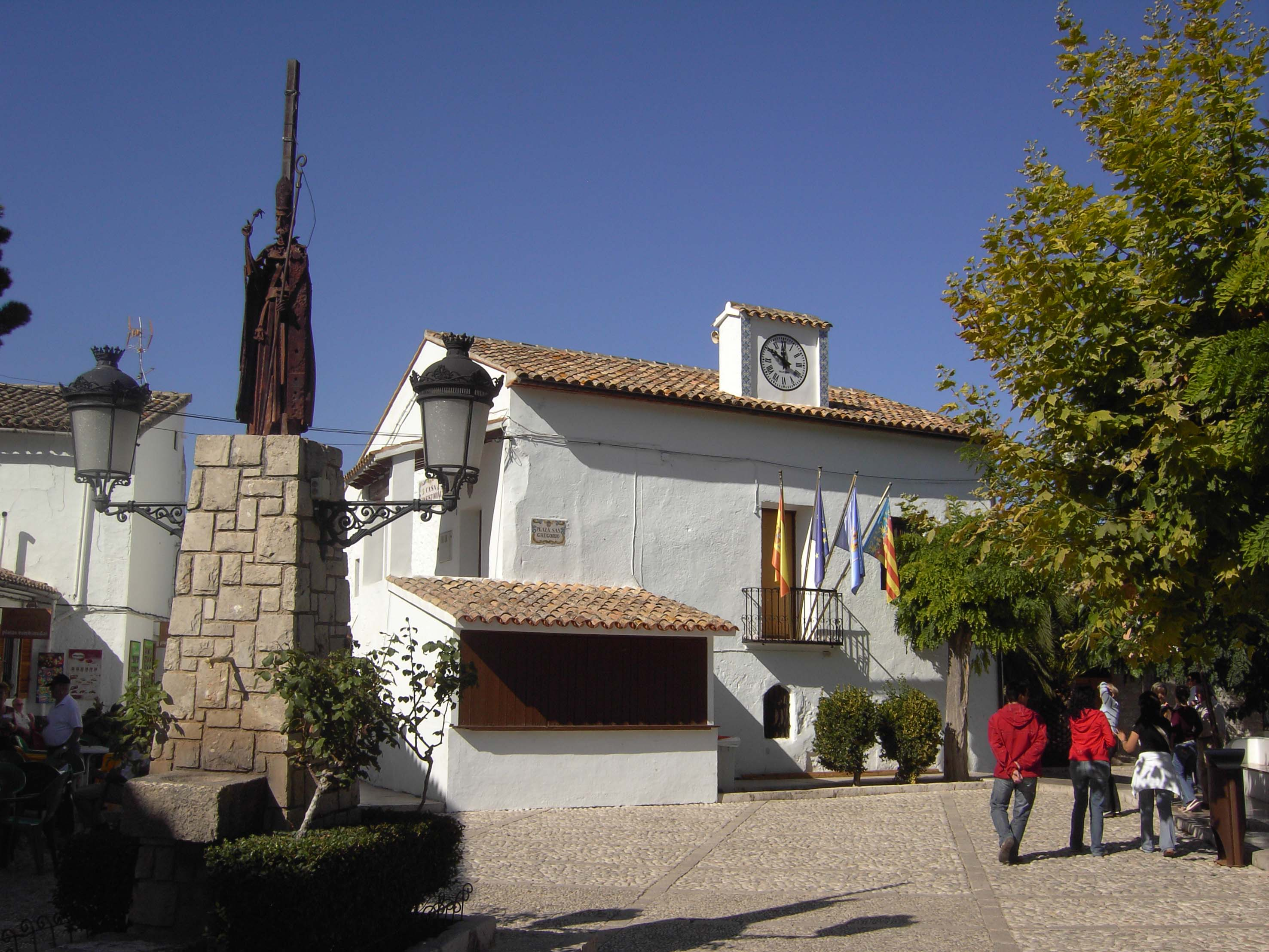
Rathaus
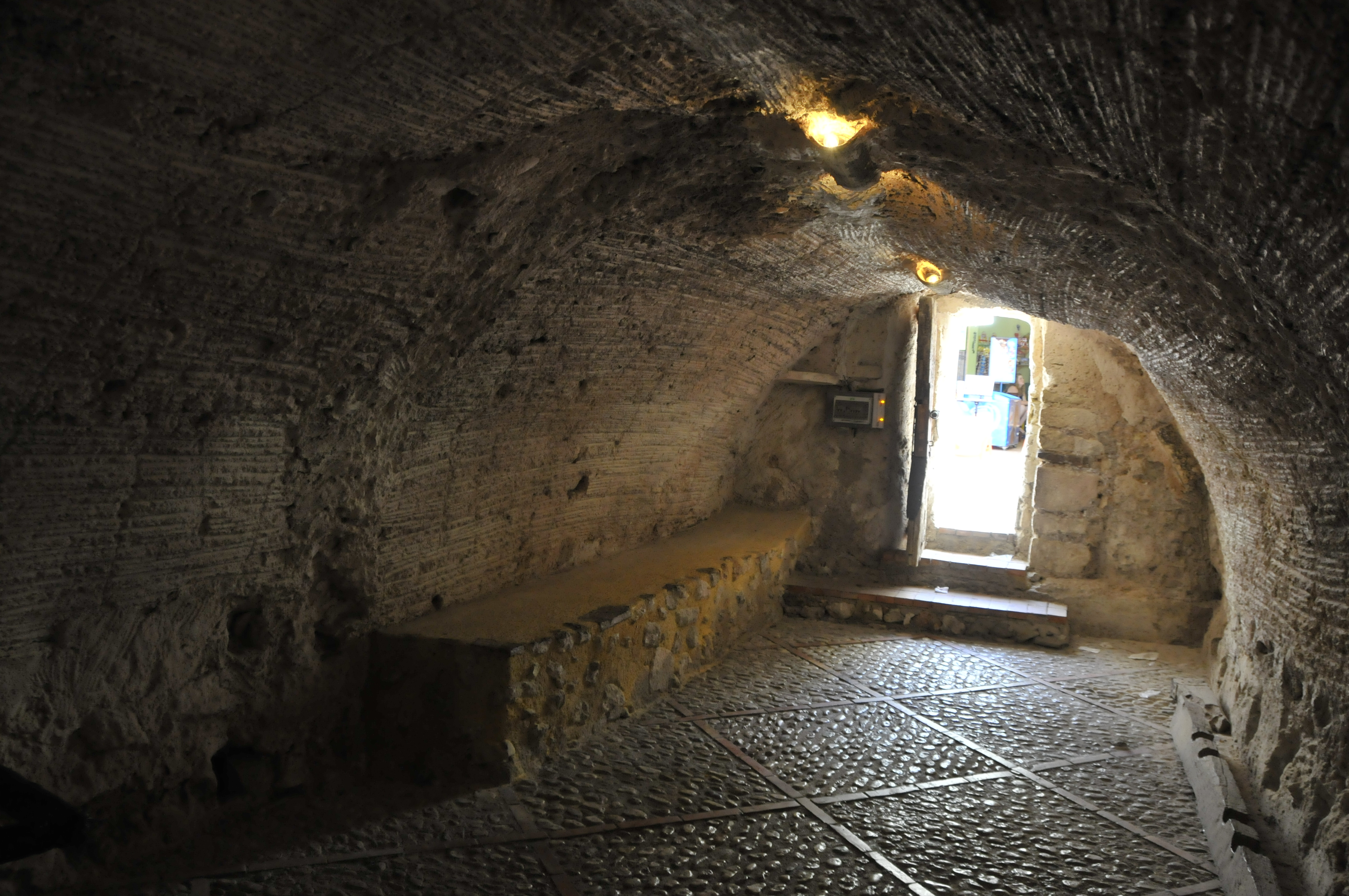
Eingang zum Kerker im Rathaus
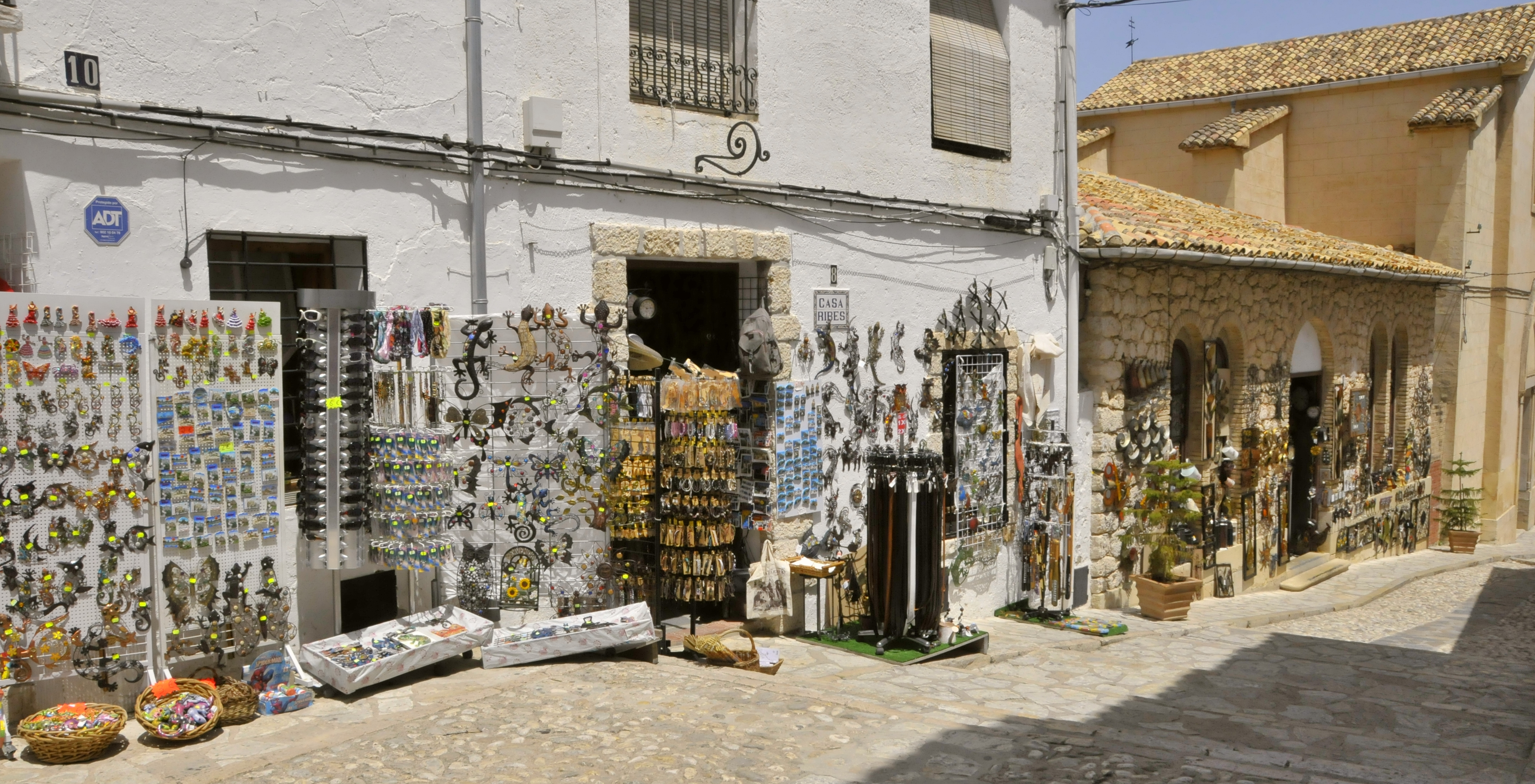
Calle de la Església
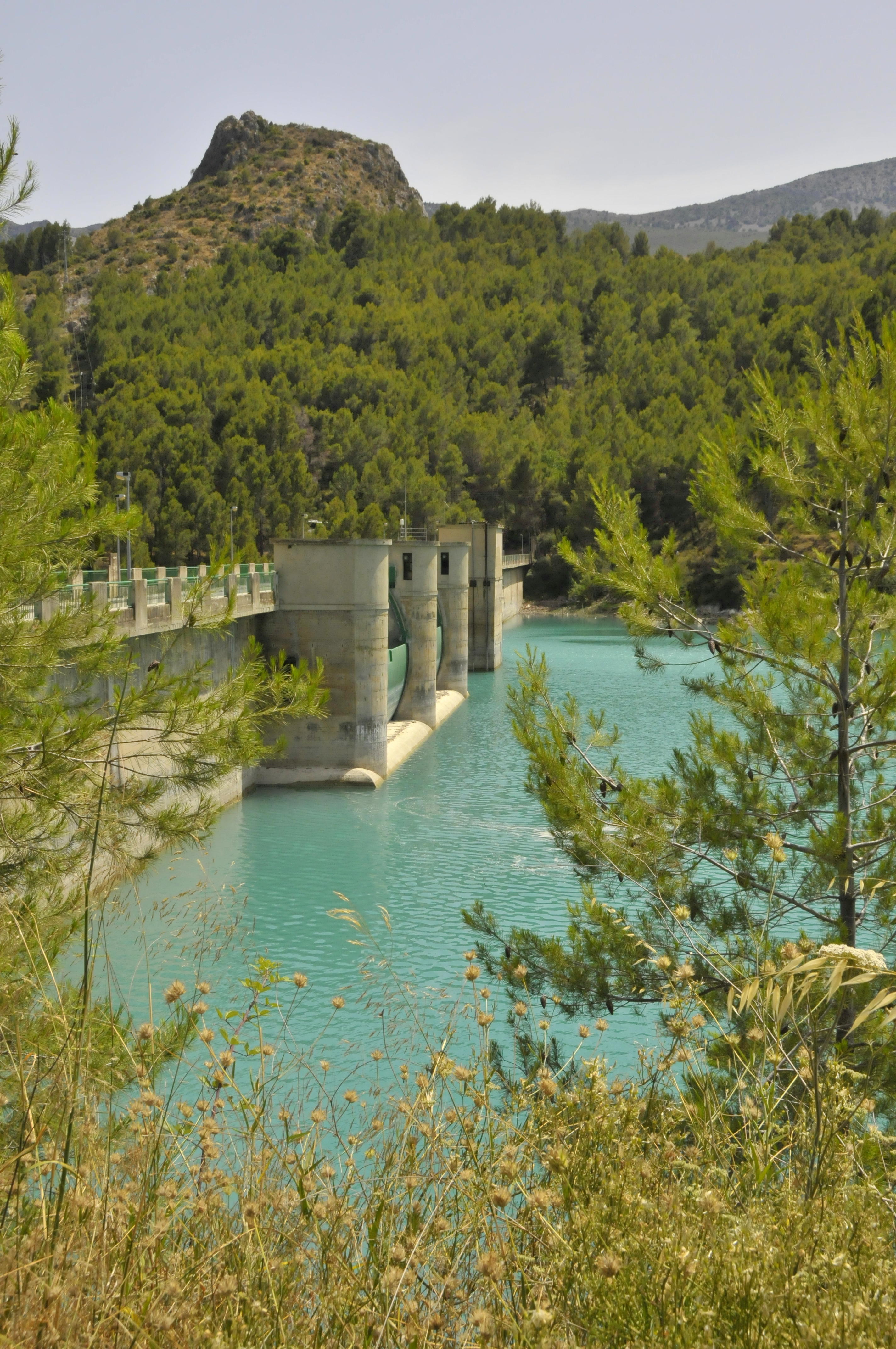
Blick auf die Staumauer der Presa de Guadalest
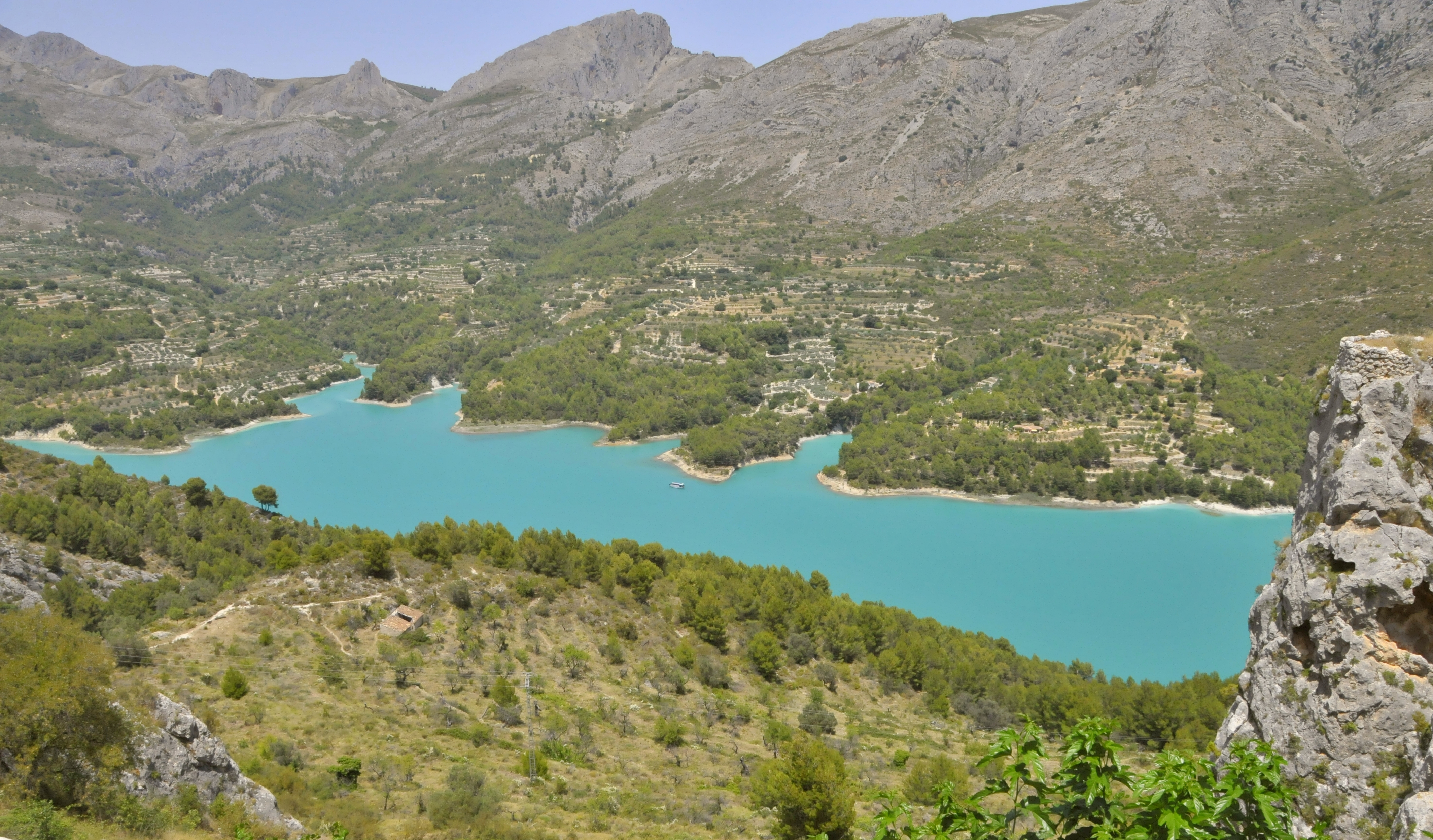
Stausee, Blick vom Castell de Guadalest

## Feste
- 14. bis 17. August: Zu Ehren der Virgen de la Asunción (Mariä Himmelfahrt) mit Blumenopfern, Prozessionen, Vespern und verschiedenen Darbietungen und Feuerwerk
- 1. Juniwoche: Fest zu Ehren des Hl. Gregor